# St. Petrus in Ketten (Hilbringen)

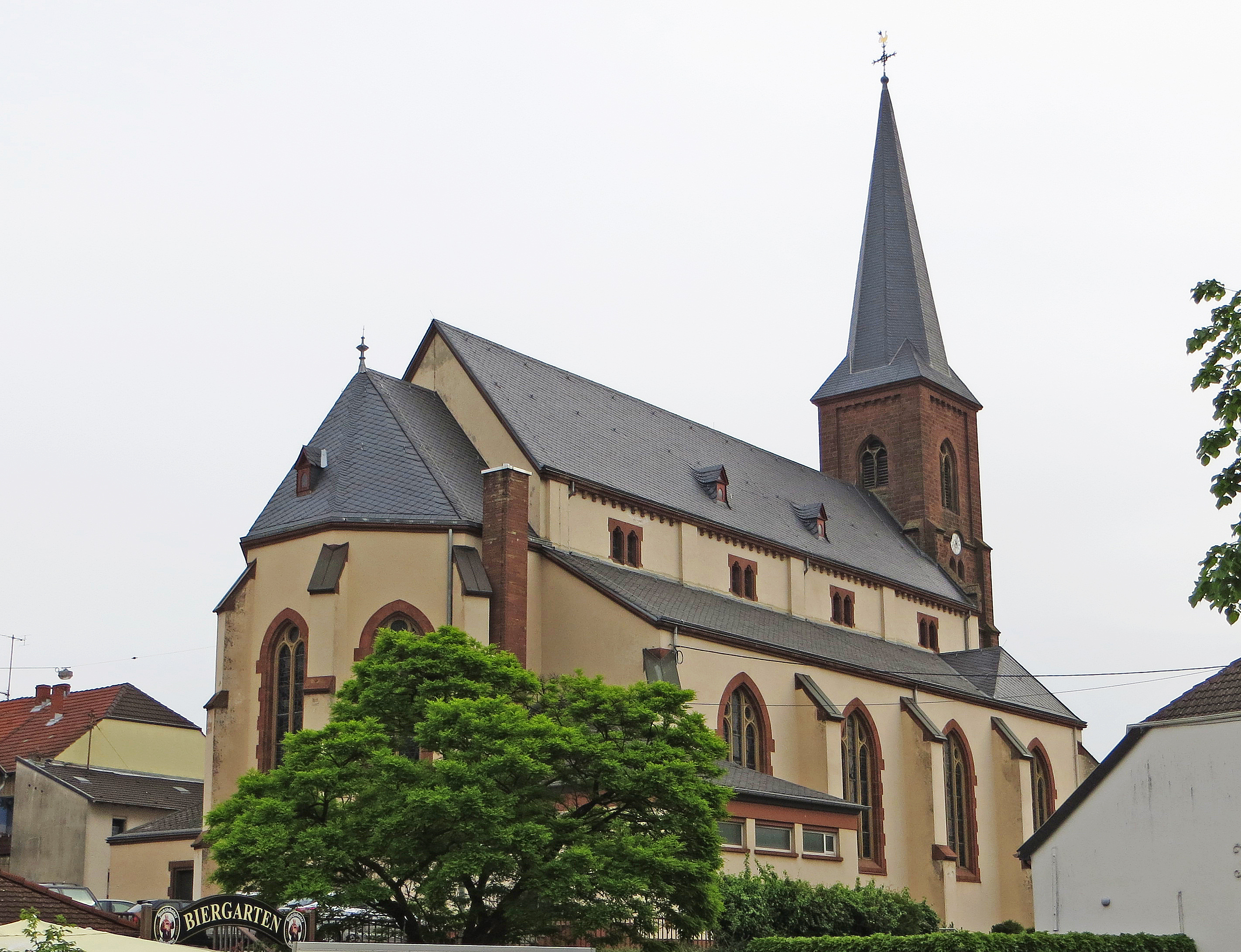
Die katholische Pfarrkirche St. Petrus in Ketten in Hilbringen

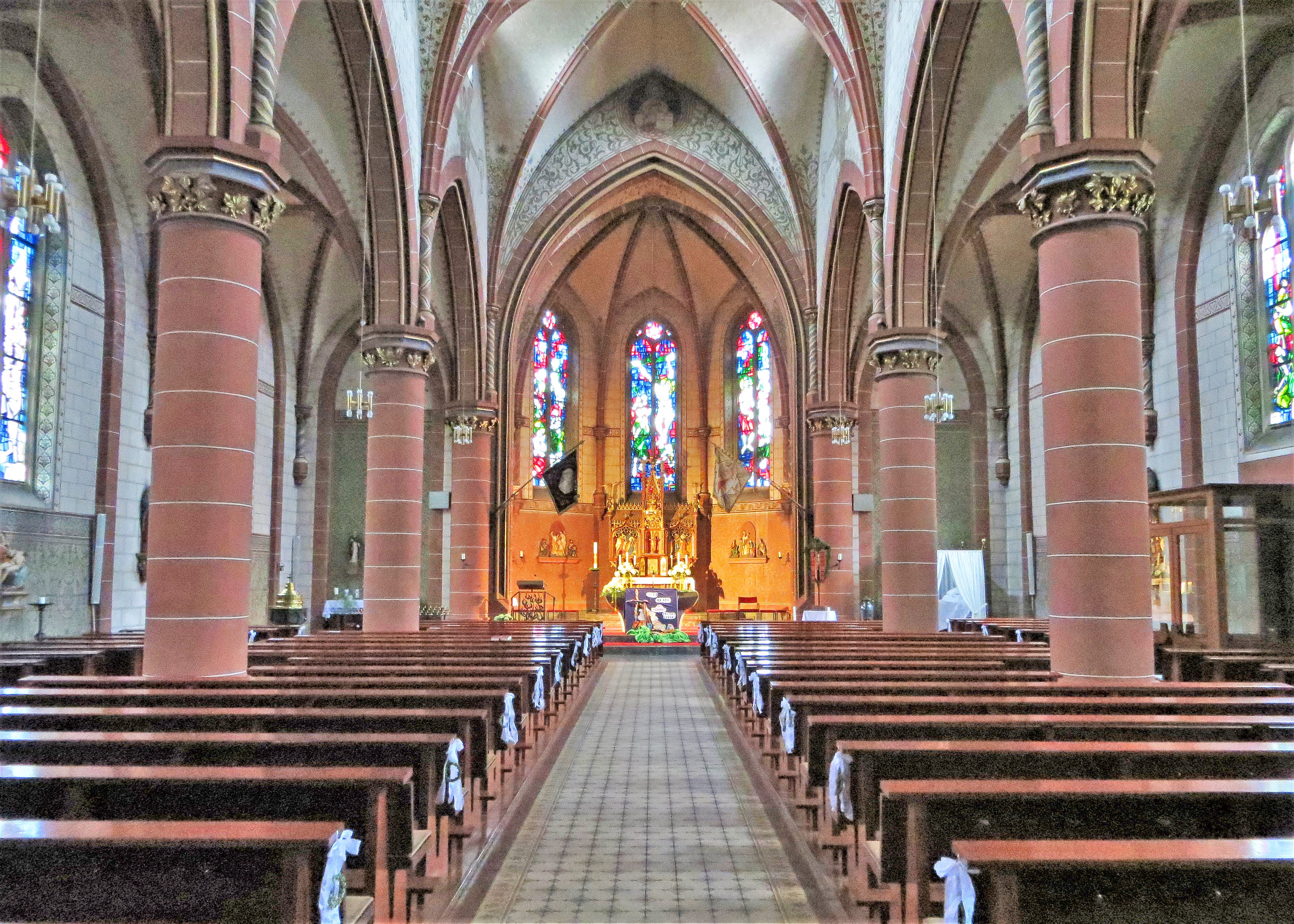
Blick ins Innere der Kirche

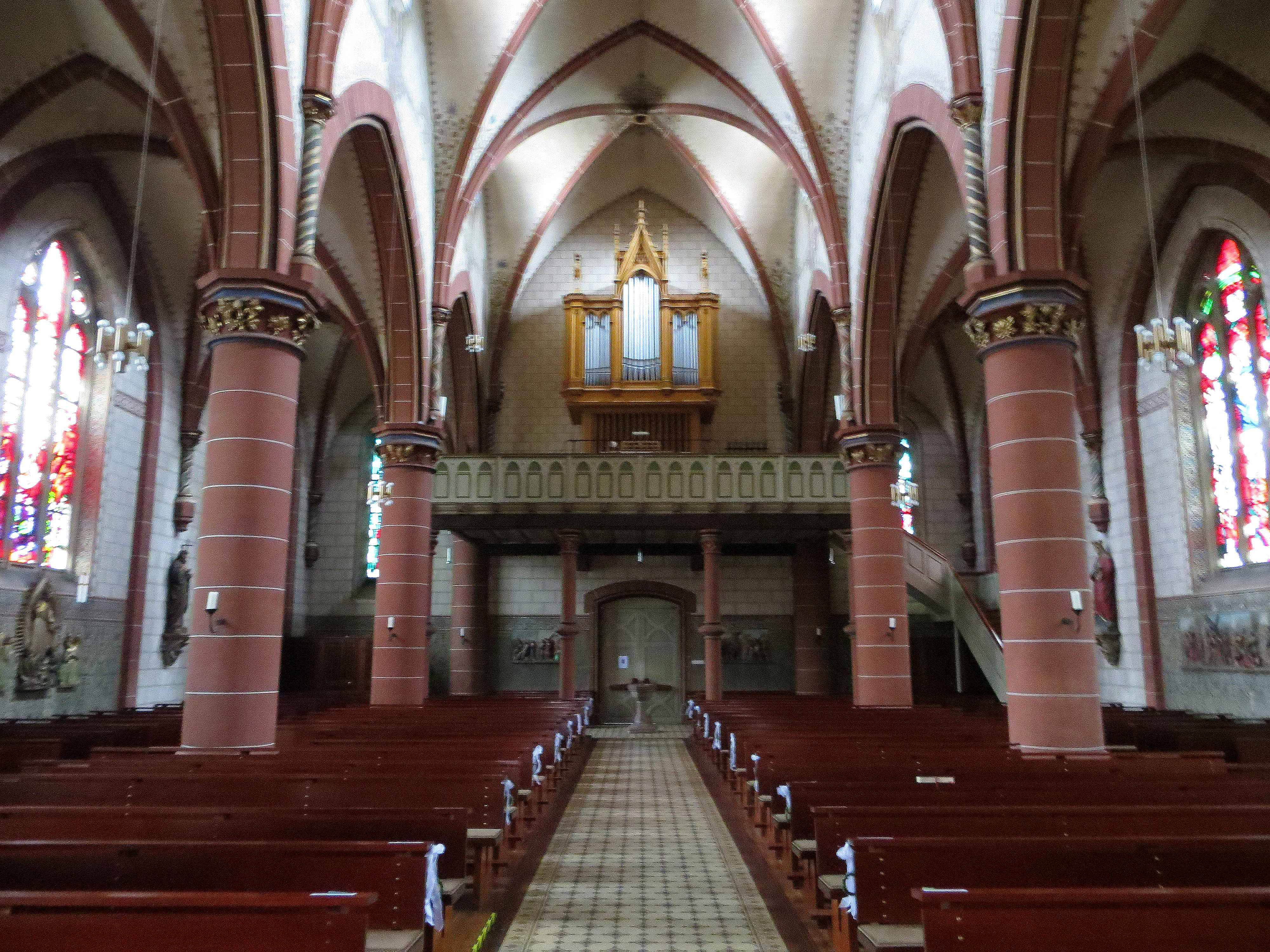
Blick zur Empore mit Orgelprospekt

Die Kirche St. Petrus in Ketten ist eine römisch-katholische Pfarrkirche in Hilbringen, einem Stadtteil von Merzig, Landkreis Merzig-Wadern, Saarland. Das Patrozinium St. Petrus in Ketten bezieht sich auf die Gefangennahme und Befreiung des Apostels Petrus in Jerusalem (Apg 12,1–19 ). In der Denkmalliste des Saarlandes ist das Kirchengebäude als Einzeldenkmal aufgeführt.

## Geschichte
Eine Kirche in Hilbringen, die das Patrozinium St. Peter in den Ketten trug, wurde bereits im Jahr 1589 erwähnt. Im Jahr 1709 erfolgte der Bau einer neuen Kirche, die im Jahr 1746 durch eine Erweiterung einen kreuzförmigen Grundriss erhielt.
Wegen Platzmangels und eines baufälligen Turmes war im Jahr 1869 der Neubau der Kirche vorgesehen, doch aufgrund der unruhigen Verhältnisse während des Kulturkampfes ergaben sich erhebliche Verzögerungen bei der Planung des Kirchenbaus. Anfang Dezember 1884 stürzte unmittelbar nach Beendigung eines Gottesdienstes ein verfaulter Balken vom Glockenturm herab und wegen Einsturzgefahr kam es zu einer vorübergehenden Schließung der Kirche. Im Jahr 1885 stellte der Kirchenrat einen Antrag für den Bau einer neuen Kirche. Die Pläne, für die Architekt Wilhelm Hector (Saarbrücken-St.Johann) verantwortlich zeichnete, wurden im Juni 1887 vom Generalvikariat des Bistums Trier mit einigen Korrekturen genehmigt.
Beim Abriss der alten Kirche wurde im Hochaltar ein Siegel des aus Lihula stammenden Weihbischofs Hermannus von Apelfeldern gefunden, der sich um 1230 in Trier aufhielt. Die Errichtung des Neubaus erfolgte in den Jahren 1890 bis 1891. Nach Abschluss der Bauarbeiten nahm der Trierer Bischof Michael Felix Korum am 9. Mai 1893 die Konsekration vor.
In den Jahren 1960 bis 1965 und im Jahr 1984 wurde die Kirche Restaurierungsmaßnahmen unterzogen.

## Architektur und Ausstattung
Das Kirchengebäude wurde als dreischiffige Basilika im Stil der Neugotik errichtet und gliedert sich in den Turm mit Spitzhelm, das Langhaus und den fünfseitigen polygonal abschließenden Chor.
Zur Ausstattung der Kirche gehört ein 1964 restaurierter Kreuzweg  von 1896,  Figuren des Bildhauers Fischer (Grevenmacher) von 1890/91, sowie ein Sakramentsaltar von 1906 mit den Tafelbildern „Verkündigung“ und „Heimsuchung“, der 1986 von der Pfarrei Schnorbach (Hunsrück)  übernommen wurde.
Die erste Ausmalung der Kirche, die von den Kirchenmalern Heinrich und Ernst Klein (Merzig) um 1900 geschaffen worden war,  wurde in den 1960er Jahren überstrichen, aber im Rahmen einer Restaurierung 1984 wieder freigelegt. Die Bleiglasfenster der Kirche, die Bilder aus der Heilsgeschichte zeigen,  wurden 1963 von dem Glasmaler Jakob Schwarzkopf entworfen und von der Firma Binsfeld (Trier) gefertigt. Die ursprüngliche Verglasung wurde im Zweiten Weltkrieg zerstört.
Die Orgel der Kirche verfügt über 28 Register.